# Ludmila Ferber
Ludmila Ferber (Brazíliaváros, 1965. augusztus 8. – 2022. január 26.) brazil énekesnő, dalszerző. Legtöbb számát a Som Livre publikálja. Jó barátságban van Ana Paula Valadão gospel-énekesnővel.

## Diszkográfia
Stúfióalbumok
- 1996: Marcas
- 1998: O Verdadeiro Amor
- 1999: Deus é Bom Demais
- 2000: O Coração de quem Adora
- 2002: O Segredo de ser Feliz
- 2003: Ouço Deus me Chamar
- 2005: 24 Horas por Dia
- 2006: Ainda é Tempo
- 2008: Cantarei para Sempre
- 2009: A Esperança Vive
- 2013: Pra Me Alegrar

Élő albumok
- 2001: Os Sonhos de Deus
- 2002: Unção sem Limites
- 2004: Tempo de Cura
- 2004: Uma História, Uma Estrada, Uma Vida
- 2005: Nunca Pare de Lutar
- 2007: Coragem
- 2007: Pérolas da Adoração
- 2011: O Poder da Aliança

Összeállítások
- 2007: Melodias Inesquecíveis
- 2010: Canções Inesquecíveis

Gyermekeknek
- 2005: Meu Amigão do Peito